# أليكس ديفيدسون
أليكس ديفيدسون (بالإنجليزية: Alex Davidson)‏ (6 يونيو 1920 في المملكة المتحدة - 11 فبراير 2005) هو مدرب كرة قدم ولاعب كرة قدم بريطاني (وحمل سابقاً جنسية المملكة المتحدة لبريطانيا العظمى وأيرلندا) في مركز مهاجم داخلي. لعب مع تشيلسي وكريستال بالاس ونادي هيبرنيان ولينكولن سيتي أف سي وF.C. Clacton ‏ وSt Roch's F.C. ‏.

## وصلات خارجية
- أليكس ديفيدسون على موقع قاعدة بيانات كرة القدم.إي يو (الإنجليزية)